# Pečenga
Pečenga (rusky Пече́нга/Pečenga, norsky Petsjenga, finsky a švédsky Petsamo, severosámsky Beahcán, skoltskou sámštinou Peäccam) je sídlo městského typu s asi 2 000 obyvateli v Murmanské oblasti v Pečengském rajónu v Rusku. Administrativně je podřízeno Niklu.

## Geografie
Pečenga se nachází na stejnojmenné řece při jejím ústí do Barentsova moře, 120 km severozápadně od Murmansku, u hranic s Norskem a Finskem. Prochází tudy silnice P-21 (evropská silnice E105), z níž zde odbočuje silnice do mořského přístavu Liinahamari.
Sídlo je zařazeno na seznamu sídel Murmanské oblasti podléhající časté hrozbě lesních požárů.

## Historie

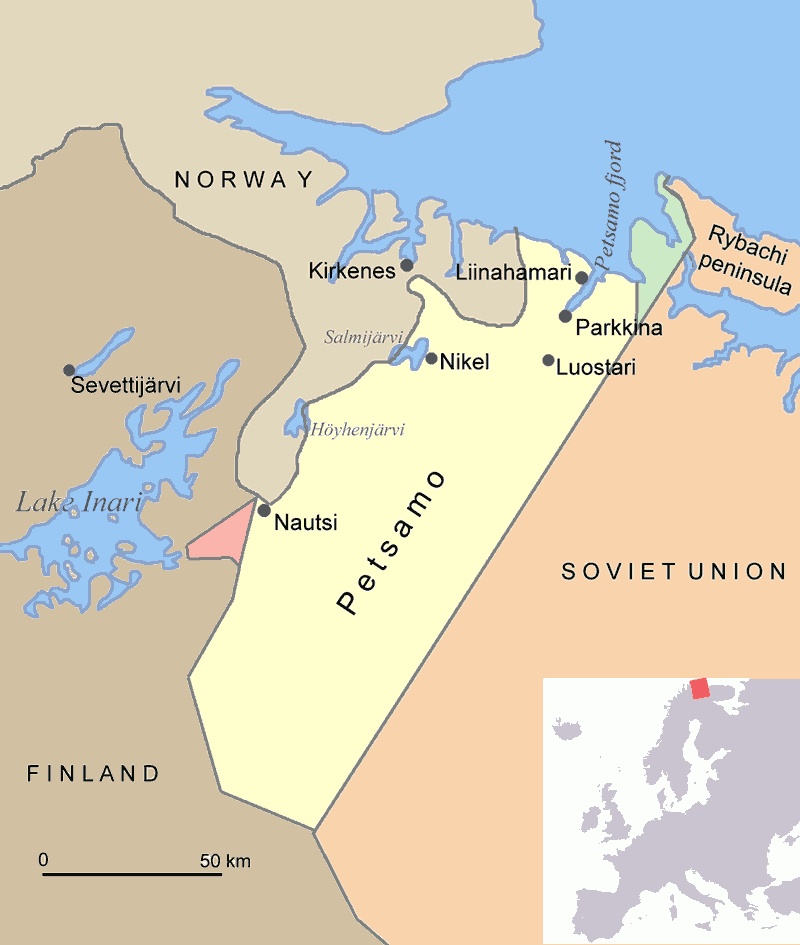
Pečenga se nachází u Barentsova moře mezi Ruskem na východě, Norskem na západě a Finskem na jihu.
finská část Rybářského poloostrova, která byla postoupena SSSR po zimní válce
území, které Finsko postoupilo SSSR po porážce ve druhé světové válce
oblast Jäniskoski, která byla prodána SSSR v roce 1947

### Ruské období
Oblast byla původně osídlena Sámy. Když sem dosáhla moc Ruska, byl v roce 1533 při ústí řeky Pečengy založen Pečengský klášter a oblast se stala součástí Archangelské gubernie.
Klášter byl založen svatým Trifonem, který se snažil pokřesťanštit sámské pohanské obyvatelstvo. V roce 1572 obývalo klášter asi 50 mnichů. Roku 1583 byl klášter zničen Švédy. Území bylo následně osidlováno Pomory a jinými Rusy. V roce 1885 byl klášter obnoven, aby šířil pravoslaví mezi Sámy.
V roce 1916 byla započata výstavba silnice ze Sodankylä přes Ivalo do přístavu Liinahamari u Barentsova moře. 

### Finské období
V polovině ledna 1918 začala finská osvobozenecká vojska pronikat na ruské území se záměrem obsadit východní část Karélie. V březnu 1918 prohlásil Pehr Evind Svinhufvud jako regent nově vzniklého Finska, že jeho země je připravena uzavřít mír s Ruskem podle Brestlitevského míru, pokud Východní Karélie, část Murmanské železnice a celý poloostrov Kola budou finské. Protože na to Rusko nepřistoupilo, vyhlásilo Finsko dne 15. května 1918 válku, během které obsadilo i strategickou oblast Pečengy, která nikdy předtím Finsku nepatřila. Mírová tartuská smlouva podepsaná v roce 1920 potvrdila, že Pečenga připadne nezávislému Finsku.
Silnice do Liinahamari, rozestavěná ještě za války, byla dokončena roku 1931. Pečenga byla od té doby turisticky vyhledávanou destinací, protože se stala jediným přístavem u Barentsova moře dosažitelným automobilem.
Roku 1934 zde francouzské a kanadské společnosti začaly těžit ložiska niklu, objevená roku 1921.
Během zimní války okupoval Pečengu Sovětský svaz. Po následné mírové smlouvě z Moskvy z roku 1940 připadla SSSR jen část Rybářského poloostrova (finsky Kalastajasaarento).
V roce 1941, během pokračovací války, byla Pečenga využívána nacistickým Německem jako základna pro útoky na Murmansk. Roku 1944 Pečengu opět okupovala Rudá armáda.

### Poválečné období
Pařížskou smlouvou z roku 1946 připadla Pečenga opět Sovětskému svazu. Finsko tak ztratilo přístup k Barentsovu moři.
SSSR po válce zintenzivnil těžbu niklu, což mělo špatné dopady na životní prostředí. Roku 1961 sem byla přivedena železnice z Murmansku, což z Pečengy učinilo nejsevernější ruskou stanici napojenou na železniční síť.
V současnosti je Pečenga stále důležitou oblastí díky nezamrzajícímu přístavu v Liinahamari a díky stále významným zásobám niklu. Uvažuje se o železničním propojení do norského Kirkenes.

## V kultuře
- Román Porodní bába (2011) finské spisovatelky Katji Kettu se odehrává v roce 1944 v Pečenze[3]

## Galerie

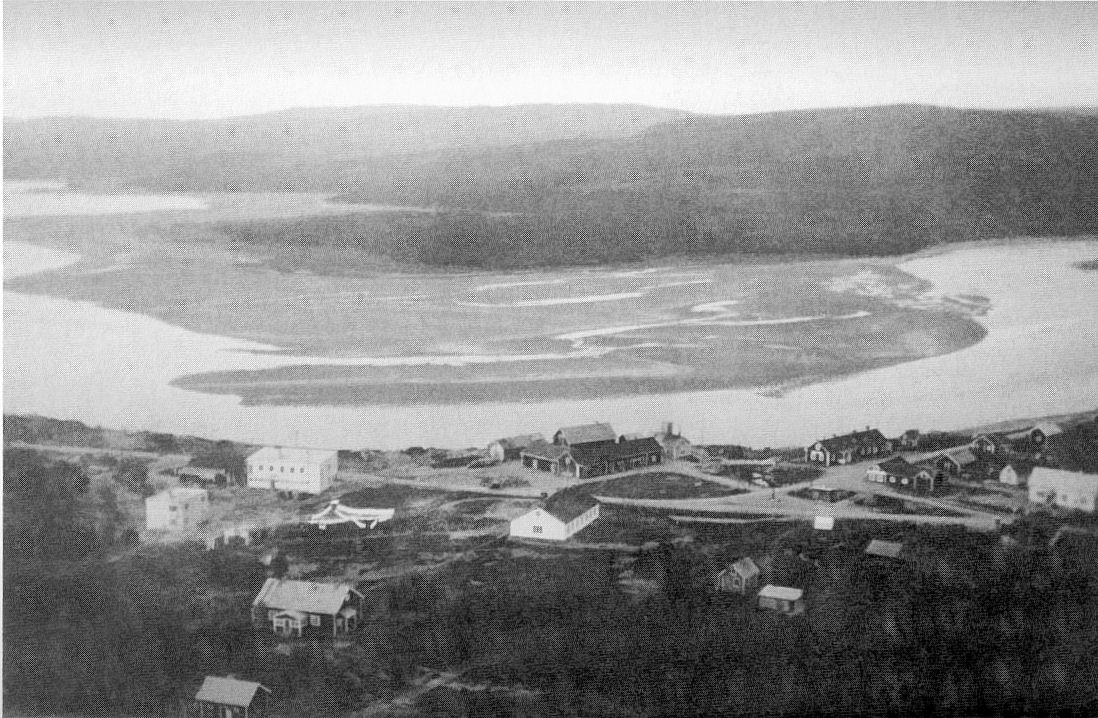
Pečenga ve 30. letech 20. století
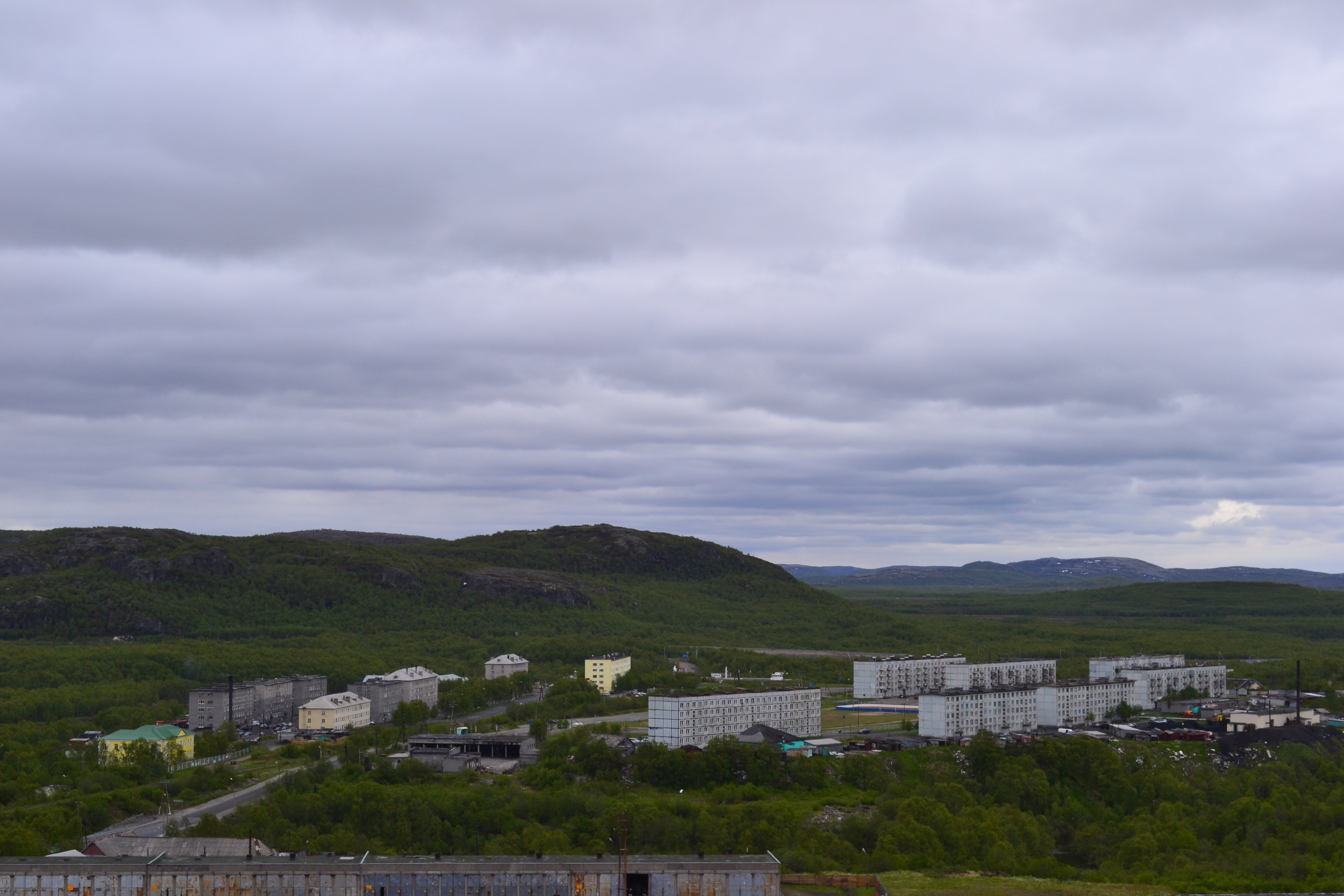
Pečenga (2015)
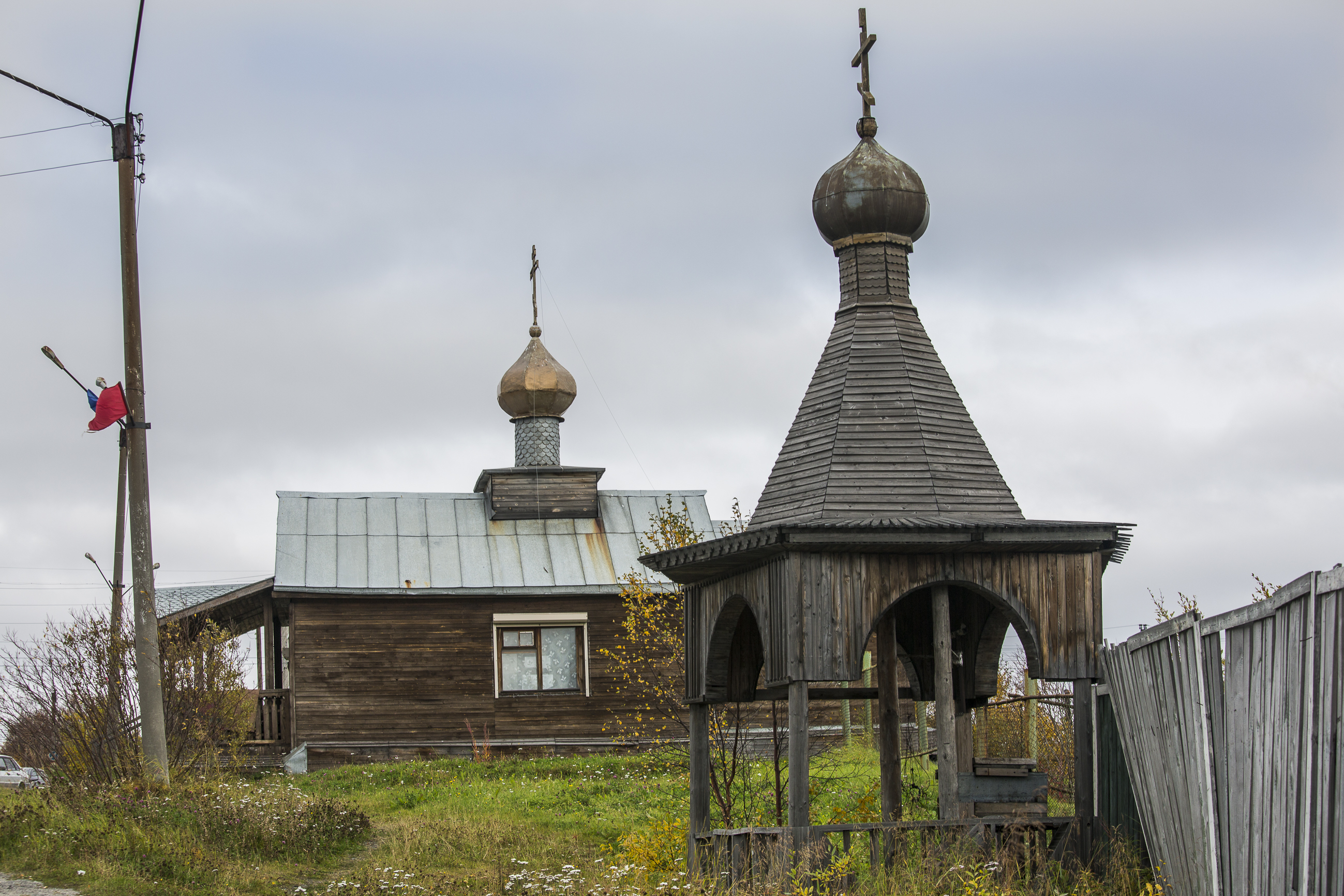
Pečengský kostel (2015)
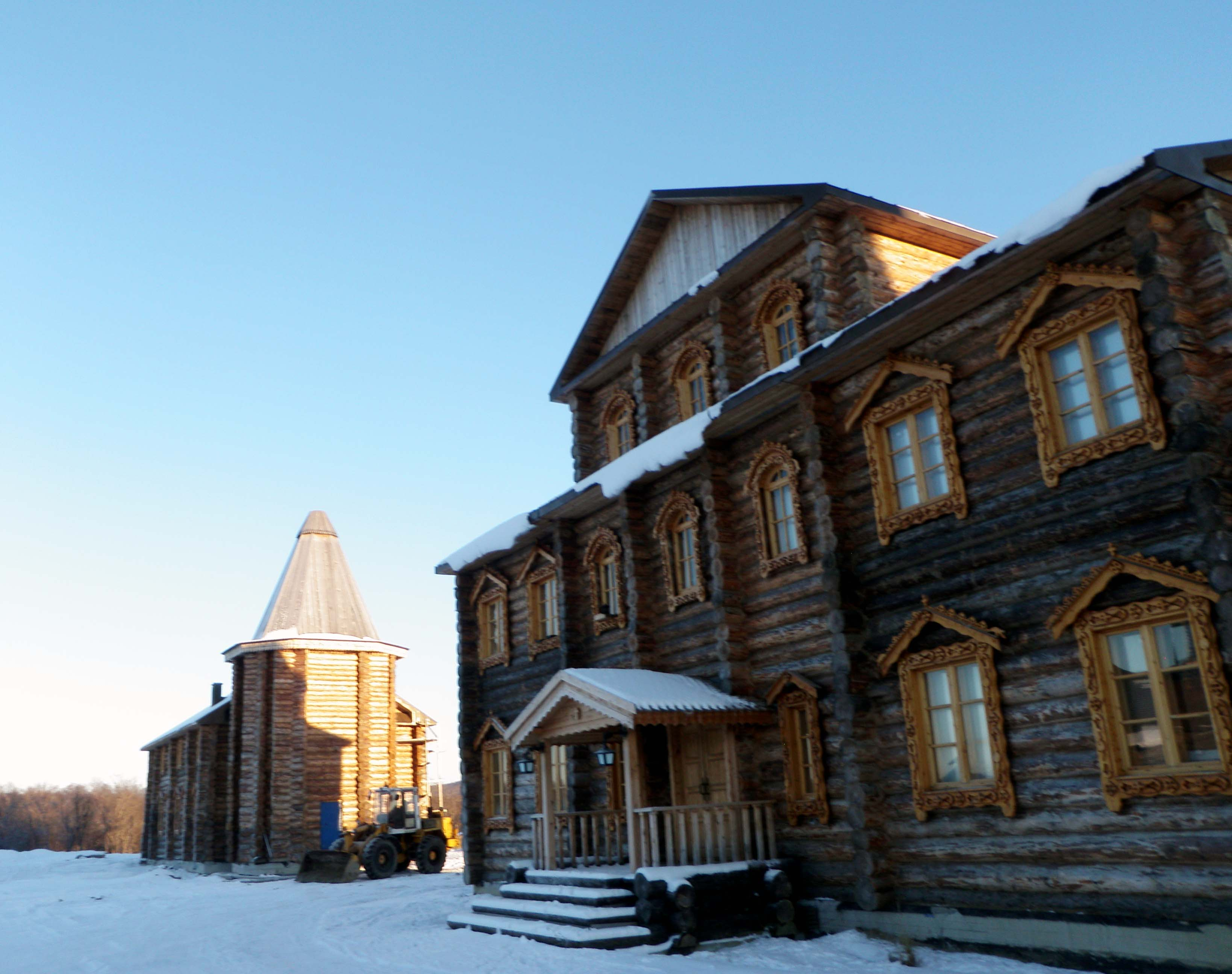
Budovy pečengského kláštera (2014)
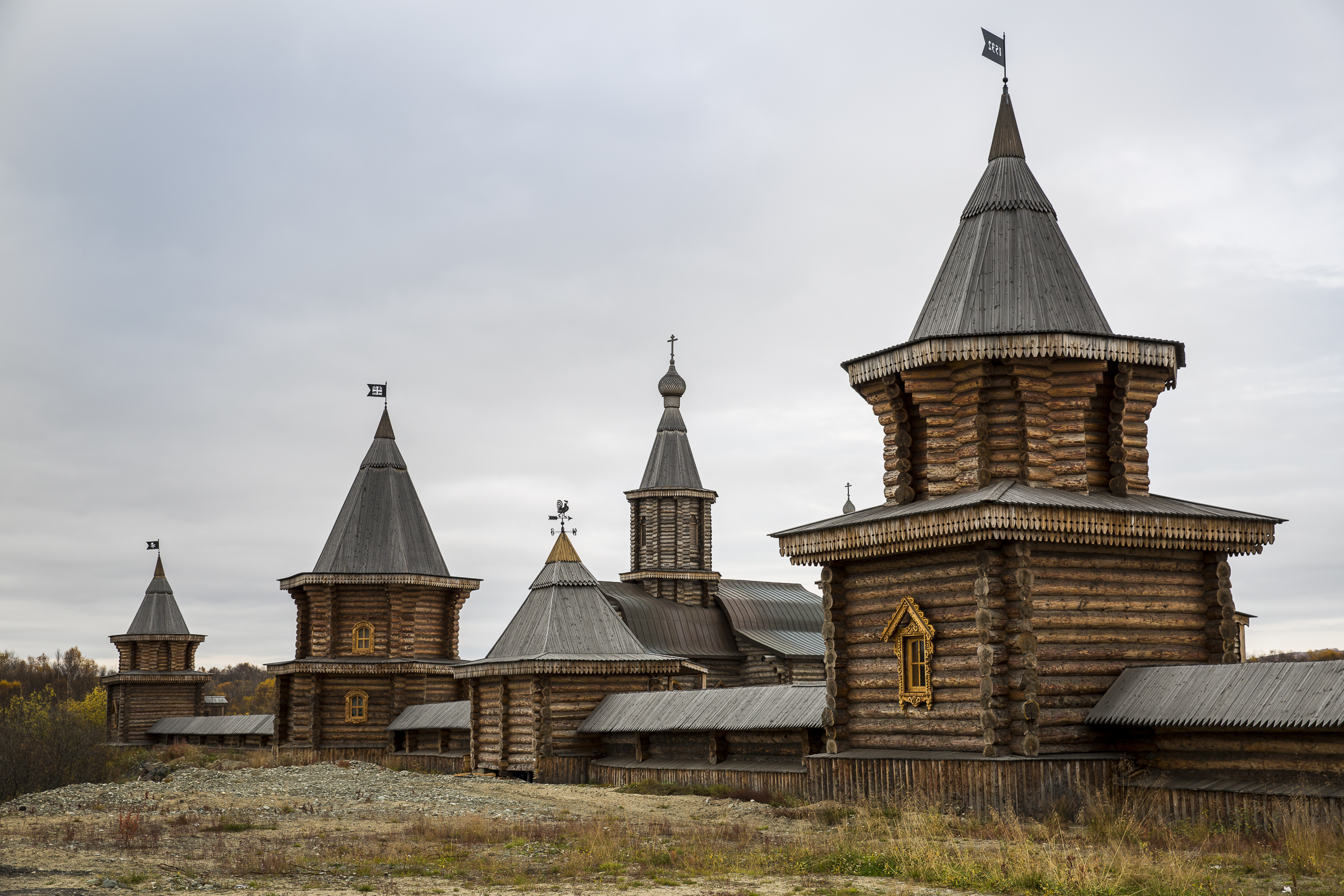
Pečengský klášter (2014)